# Steve Olson
Steve Olson – pisarz amerykański specjalizujący się w pisaniu książek o nauce, matematyce i polityce społecznej. Pracował między innymi w National Academy of Sciences i w Institute for Genomic Research.
Jest autorem kilku książek popularnonaukowych. Między innymi: Shaping the future, Biotechnology, Count Down: Six Kids Vie for Glory at the World’s Toughest Math Competition. Publikacja Mapowanie historii ludzkości. Przeszłość ukryta w naszych genach (Mapping Human History. Genes, Race and our Common Origin), która w roku 2002 została nominowana do nagrody National Book Award.
Pisuje także do wielu czasopism takich jak Atlantic Monthly, The Smithsonian, Science, Scientific American, Wired, The Yale Alumni Magazine, The Washingtonian, Slate i Paste. Jego artykuły były w Best American Science and Nature Writing w roku 2003 i w roku 2007.
Mapowanie historii ludzkości to szeroko zakrojona opowieść o ostatnich 150 tysiącach lat w historii człowieka. Steve Olson odwołuje się w niej do nowych odkryć genetycznych, by pokazać, jak powstała ludzkość dzisiejszego świata. W swej podróży przez kontynenty Olson opisuje afrykańskie pochodzenie ludzi współczesnych oraz sposób w jaki następowało ich rozprzestrzenianie. Przedstawia genealogię całej ludzkości, wyjaśniając, na przykład, dlaczego każdy może twierdzić, że jego przodkami są Juliusz Cezar i Konfucjusz. Obala mit dzielenia ludzi na rasy wskazując, że mimo wszystkich różnic grupy ludzkie są do siebie podobne.
Publikacja Mapowanie historii ludzkości zawierała tezę o pochodzeniu ludzi, która była kontrowersyjna w czasie, gdy książka była wydawana. W książce przedstawiony został pogląd, że ostatni wspólny przodek wszystkich ludzi żyjących dziś na ziemi musiał żyć około 2-3 tys. lat temu, co zdaniem genetyków było okresem zbyt krótkim. Jednakże bardziej formalna wersja tej tezy została przedstawiona przez autora, we współpracy z Douglasem Rohde i Josephem Changiem 30 września 2004 roku w artykule opublikowanym w Nature. Jego autorzy stworzyli model populacji ludzkiej jako zbiór podpopulacji, gdzie partnerzy dobierali się przypadkowo, powiązanych przez okazyjnych migrantów. Z użyciem modelu mas ludności na świecie i populacji o ograniczonym poziomie migracji, autorzy wyliczyli, że ostatni wspólny przodek drzewa genealogicznego mógł żyć w roku 55 n.e.
Olson jest żonaty z Lynn Olson, dziennikarką piszącą o edukacji, która jest obecnie starszym oficerem programu Bill and Melinda Gates Foundation. Mają dwójkę dzieci.